# Andy García
Andy García (Andrés Arturo García Menéndez) (Havanna, Kuba, 1956. április 12. –) Oscar-díjra jelölt kubai-amerikai színész, rendező és producer.

## Életének első szakasza
Andy Garcia 1956. április 12-én látta meg a napvilágot a kubai Havannában. Születésekor a család eredetileg ikreket várt, de a másik embrió nem fejlődött ki, így egyedül jött a napvilágra a kis Andy. A vallásos mama sosem tudta megbocsátani magának, hogy nem volt képes életet adni a másik gyermeknek, és saját magát okolta a magzat haláláért. Szerencsére a szépen fejlődő fia megvigasztalta, ám alig hogy a gyerek ötéves lett, a família újabb gonddal szembesült, mikor Fidel Castro hatalomra jutott, így egyre nehezebb lett az életük, ezért átköltöztek Miami Beach-be. A kubai bevándorlók sikeresen leküzdötték a nehézségeket, az apa szinte a semmiből teremtett egy illatszerüzemet, amelyből később milliomos lett. 
Andy megtanult angolul, s miután beiratkozott a gimnáziumba, a jóképű fiatalember hamar népszerűséget szerzett a tanulók között. Kitűnően kosárlabdázott, s már profi pályafutásról álmodozott, de az érettségi előtt elkapta a hepatitiszt, mely derékba törte kosárlabdázó álmait. De a továbbtanulásról nem mondott le, a floridai nemzetközi egyetem dráma szakos hallgatója lett, itt próbálkozott meg először a színészettel, közben persze dolgozott is (szállítómunkásként és pincérként). A tanulást félbeszakította, és úgy döntött, szerencsét próbál Hollywoodban.

## Filmes karrierje

### 1980-as évek
Garcia először szappanopera-szerű sorozatokban tűnt fel ("¿Qué pasa, U.S.A.?"; Archie Bunker's Place), míg nem 1983-ban három érdektelen filmben kapott mellékszerepeket. Ezután több tévéfilmben és játékfilmben is feltűnt, majd 1985-ben A halál nyolcmillió útja című filmben rá osztották egy kokainbáró figuráját. Andy Garcia ezzel nagy lépést tett az ismertség felé, és felhívta magára olyan híres rendező figyelmét, mint Brian De Palma.  A rendező az Aki legyőzte Al Caponét című gengszterfilmben őt szemelte ki George Stone, az olasz zsaru szerepére, aki csatlakozik Elliot Ness híres bűnüldöző csapatához (a csapatban olyan nagy sztárok voltak, mint Kevin Costner és Sean Connery). Ezután már főszerepeket, játszhatott a Vérbosszúban, Morgan Freeman oldalán és Ridley Scott rendezésében is szerepelhetett a Fekete esőben, amelyben Michael Douglas partnere volt.

### 1990-es évek
Andy Garcia a Higgy neki, hisz zsaruban Richard Gere oldalán tűnt fel először, majd 1989-ben Francis Ford Coppola kérte fel A Keresztapa III.-ban a forrófejű Sonny Corleone törvénytelen fia, Vincent Mancini szerepére, amelyért Val Kilmer, Alec Baldwin, Charlie Sheen, sőt Robert De Niro is versengett, az utóbbi persze azt szerette volna, ha egy kicsit megöregítik a figurát. A választás végül Garcia-ra esett, aki ezt meg is hálálta: alakításáért Oscar-díj jelöltek a legjobb férfi mellékszereplő kategóriájában. Ezután az alakítása után persze sztár lett, aki most már válogathatott a szerepajánlatok között. Emlékezetes alakítást nyújtott Meg Ryan oldalán a Ha a férfi igazán szeretben, majd újra gengsztert játszott a Leszámolás Denverben című moziban, majd Bill Duke Gengszterében Lucky Luciano, szicíliai maffiózót keltette életre. A Gyilkos donorban, egy sikeres nyomozót alakította, akinek gyermeke, csontvelő-átültetésre vár, hogy életben maradhasson. A tökéletes donor azonban nem más, mint egy szigorúan őrzött sorozatgyilkos, őt Michael Keaton játszotta.

### 2000-től napjainkig
2000-ben rögtön egy kedvére való ajánlatot kapott: Arturo Sandovalt, a legendás kubai dzsessztrombitást kellett megszemélyesíteni a muzsikus életéről szóló filmben. A szerepért Emmy-díjra és Golden Globe-díj-ra nevezték. Steven Soderbergh Ocean’s Eleven – Tripla vagy semmi című mozijában a kíméletlen vállalkozó, Terry karaktert ajánlotta fel Garciának, aki szívesen vállalta (csak úgy mint a többi két részt). Philip Kaufman Függőség című filmjében azonban megint rokonszenves alakot kelt életre, melyben Ashley Judd nyomozó társát alakítja. Ezután ismét Soderbergh mozijában szerepelt, Ocean’s Twelve – Eggyel nő a tét című filmben, de nem csak ő maradt a moziban: George Clooney, Brad Pitt, Matt Damon és Don Cheadle is szívesen folytatta. Az El Tropiconak nemcsak rendezője, hanem forgatókönyvírója, szereplője és producere is volt. A szereplők kiválasztásakor Garciának, mint rendezőnek határozott elképzelései voltak, de akadtak önként jelentkezők is, például Dustin Hoffman, aki csak azt kérte cserébe, hogy Andy kísérje el a lánya esküvőjére, vagy Bill Murray, aki elolvasta a forgatókönyvet és csak annyit mondott nem tudja, elmegy-e valaki megnézni a filmet, de ő mindenesetre szeretne benne lenni. Következő filmjét, a Füstölgő ászokat Joe Carnahan rendezte. A filmben olyan sztárok voltak, mint Ben Affleck, Ray Liotta. Az Ocean’s Thirteen – A játszma folytatódikban Andy ismét Terry Benedict kaszinótulajdonos szerepében tér vissza, csak most az Ocean's banda most nem őt, hanem Willie Bankset (Al Pacino) rabolta ki. Persze Andy a filmben negatív karakter maradt. Készülődő filmjében a Hemingway & Fuentesben Anthony Hopkinssal lesz látható.

## Magánélete
Andy Garcia 1982-ben vette feleségül Marivi Lorido Garciát. Három lányuk és egy fiuk született: Dominik, Daniella, Alessandra és Andres.
Garcia egyébként nemcsak színészként ismert: 1991-ben megalakította saját produkciós cégét, a CineSon Productionst. Ennek égisze alatt debütált rendezőként a Cachao…Como Su Ritmo No Hay Dos című, játékfilm hosszúságú koncertfilmmel és megrendezte az El Tropico című mozit is. Zenei ágon is igen szorgos volt, a Cachao - Master Sessions, melynél producer volt, I, valamint II. lemezén  az első 1994-ben Grammy-díjat nyert, a másodikat 1995-ben Grammy-díjra jelölték. A Cachao - Cuba Linda volt a CineSon márkanéven megjelent harmadik lemez, amelyet 2001-ben Grammy-díjra, 2000-ben Latin Grammy-díjra jelöltek. Az 1997-ben forgatott Garcia Lorca eltűnése című filmnek - amelynek egyben a címszerepét is alakította - négy dalát szerezte.

## Jelentősebb díjai és jelölései
Oscar-díj
- 1991 jelölés: legjobb férfi mellékszereplő - A Keresztapa III.

Emmy-díj
- 2001 jelölés: legjobb férfi főszereplő (televíziós minisorozat vagy tévéfilm) - A legendás trombitás
- 2001 jelölés: legjobb televíziós minisorozat vagy tévéfilm - A legendás trombitás

Golden Globe-díj
- 2001 jelölés: legjobb férfi főszereplő (minisorozat vagy tévéfilm) - A legendás trombitás
- 1991 jelölés: legjobb férfi mellékszereplő - A Keresztapa III.

## Filmográfia

### Film
| Év   | Magyar cím                                  | Eredeti cím                                   | Szerep                                            | Magyar hang            |
| ---- | ------------------------------------------- | --------------------------------------------- | ------------------------------------------------- | ---------------------- |
| 1983 |                                             | Blue Skies Again                              | Ken Lagarmarsino                                  |                        |
| 1983 |                                             | Guaguasi                                      | Ricardo                                           |                        |
| 1983 |                                             | A Night in Heaven                             | T. J.                                             |                        |
| 1984 | Lapátra tett férjek                         | The Lonely Guy                                | ismeretlen szerep (stáblistán nem szerepel)       |                        |
| 1985 | Hőhullám                                    | The Mean Season                               | Ray Martínez                                      | Bor Zoltán             |
| 1985 | Hőhullám                                    | The Mean Season                               | Ray Martínez                                      | Fekete Zoltán          |
| 1986 | Egy lépés a halál                           | 8 Million Ways to Die                         | Angel Maldonado                                   | Háda János             |
| 1987 | Aki legyőzte Al Caponét                     | The Untouchables                              | George Stone ügynök / Giuseppe Petri              | Horváth Lajos Ottó     |
| 1987 | Aki legyőzte Al Caponét                     | The Untouchables                              | George Stone ügynök / Giuseppe Petri              | Selmeczi Roland        |
| 1988 | Mutasd meg, ki vagy                         | Stand and Deliver                             | Dr. Ramírez                                       | Rosta Sándor           |
| 1988 | Amerikai rulett                             | American Roulette                             | Carlos Quintas                                    |                        |
| 1989 | Fekete eső                                  | Black Rain                                    | Charlie Vincent nyomozó                           | Mihályi Győző          |
| 1990 | Higgy neki, hisz zsaru                      | Internal Affairs                              | Raymond Avilla                                    | Dörner György          |
| 1990 | A terror csapdájában                        | A Show of Force                               | Luis Ángel Mora                                   | Kőszegi Ákos           |
| 1990 | A Keresztapa III.                           | The Godfather Part III                        | Vincent Mancini                                   | Rékasi Károly          |
| 1990 | A Keresztapa III.                           | The Godfather Part III                        | Vincent Mancini                                   | Selmeczi Roland        |
| 1991 | Meghalsz újra!                              | Dead Again                                    | Gray Baker                                        | Felföldi László        |
| 1992 | Mondvacsinált hős                           | Hero                                          | John Bubber                                       | Jakab Csaba            |
| 1992 | Jennifer 8                                  | Jennifer 8                                    | John Berlingratis őrmester                        | Kautzky Armand         |
| 1994 | Ha a férfi igazán szeret                    | When a Man Loves a Woman                      | Michael Green                                     | Csuja Imre             |
| 1995 | Leszámolás Denverben                        | Things to Do in Denver When You're Dead       | Jimmy "A Szent" Tosnia                            | Kőszegi Ákos           |
| 1995 | Kis simli, nagy simli                       | Steal Big Steal Little                        | Ruben Partida Martinez / Robert Martin / Narrátor | Sinkovits-Vitay András |
| 1996 | Manhattanre leszáll az éj                   | Night Falls on Manhattan                      | Sean Casey                                        | Széles Tamás           |
| 1996 | Garcia Lorca eltűnése                       | The Disappearance of Garcia Lorca             | Federico García Lorca                             |                        |
| 1997 | Gengszter                                   | Hoodlum                                       | Charlie "Lucky" Luciano                           | Csankó Zoltán          |
| 1997 | Gengszter                                   | Hoodlum                                       | Charlie "Lucky" Luciano                           | Dányi Krisztián        |
| 1998 | Gyilkos donor                               | Desperate Measures                            | Frank Conner                                      | Dörner György          |
| 1999 | A jegyüzér                                  | Just the Ticket                               | Gary Starke                                       |                        |
| 2000 | Fejezetek egy hajónaplóból                  | Lakeboat                                      | Guigliani                                         |                        |
| 2001 | Kimondatlan                                 | The Unsaid                                    | Michael Hunter                                    | Haás Vander Péter      |
| 2001 | Egy férfi titkos órákra                     | The Man from Elysian Fields                   | Byron Tiller                                      |                        |
| 2001 | Ocean’s Eleven – Tripla vagy semmi          | Ocean's Eleven                                | Terry Benedict                                    | Dörner György          |
| 2003 | Lépéselőny                                  | Confidence                                    | Gunther Butan küönleges ügynök                    | Dörner György          |
| 2004 | Függőség                                    | Twisted                                       | Mike Delmarco                                     | Kőszegi Ákos           |
| 2004 | Modigliani                                  | Modigliani                                    | Amedeo Modigliani                                 | Széles László          |
| 2004 | Ocean’s Twelve – Eggyel nő a tét            | Ocean's Twelve                                | Terry Benedict                                    | Dörner György          |
| 2005 | Kelj fel és járj!                           | The Lazarus Child                             | Jack Heywood                                      |                        |
| 2005 | El Tropico – Az elveszett város             | The Lost City                                 | Fico Fellove                                      | Dörner György          |
| 2006 | Füstölgő ászok                              | Smokin' Aces                                  | Stanley Locke                                     | Dörner György          |
| 2007 | Lélegzet                                    | The Air I Breathe                             | Ujjas                                             | Haás Vander Péter      |
| 2007 | Ocean’s Thirteen – A játszma folytatódik    | Ocean's Thirteen                              | Terry Benedict                                    | Dörner György          |
| 2008 | Szeretlek, New York                         | New York, I Love You                          | Garry                                             | Csankó Zoltán          |
| 2008 | Gazdátlanul Mexikóban                       | Beverly Hills Chihuahua                       | Delgado (hangja)                                  | Mihályi Győző          |
| 2009 | A rózsaszín párduc 2.                       | The Pink Panther 2                            | Vicenzo Brancaleone felügyelő                     | Dörner György          |
| 2009 |                                             | City Island                                   | Vince Rizzo                                       |                        |
| 2009 | A határvonal                                | The Line                                      | Javier Salazar                                    | Széles László          |
| 2010 | Hajsza Mexikóban                            | Across the Line: The Exodus of Charlie Wright | Jorge Garza                                       | Kőszegi Ákos           |
| 2011 | A háború 5 napja                            | 5 Days of War                                 | Miheil Szaakasvili                                | Kőszegi Ákos           |
| 2012 |                                             | For Greater Glory                             | Enrique Gorostieta Velarde                        |                        |
| 2012 | Sötét titok                                 | A Dark Truth                                  | Jack Begosian                                     | Dörner György          |
| 2013 |                                             | Open Road                                     | Chuck                                             |                        |
| 2013 | Middleton                                   | At Middleton                                  | George Hartman                                    | Kőszegi Ákos           |
| 2014 | Kamuzsaruk                                  | Let's Be Cops                                 | Brolin nyomozó                                    | Kőszegi Ákos           |
| 2014 | Jobb, ha hallgatsz                          | Kill the Messenger                            | Norwin Meneses                                    | Haás Vander Péter      |
| 2014 | Foszd ki a maffiát!                         | Rob the Mob                                   | Big Al                                            | Kőszegi Ákos           |
| 2014 | Rio 2.                                      | Rio 2                                         | Eduardo (hangja)                                  | Dörner György          |
| 2016 | Szellemirtók                                | Ghostbusters                                  | Bradley polgármester                              | Dörner György          |
| 2016 | Max Steel                                   | Max Steel                                     | Dr. Miles Edwards                                 | Kőszegi Ákos           |
| 2016 |                                             | True Memoirs of an International Assassin     | El Toro                                           |                        |
| 2016 | Utazók                                      | Passengers                                    | Norris tábornok                                   | eredeti hang           |
| 2017 | Űrvihar                                     | Geostorm                                      | Andrew Palma elnök                                | Mihályi Győző          |
| 2018 | Bent – Becstelenek                          | Bent                                          | Jimmy Murtha                                      | Mihályi Győző          |
| 2018 | Könyvklub – avagy az alkony ötven árnyalata | Book Club                                     | Mitchell                                          | Mihályi Győző          |
| 2018 | Mamma Mia! Sose hagyjuk abba                | Mamma Mia! Here We Go Again                   | Fernando Cienfuegos                               | Dörner György          |
| 2018 | A csempész                                  | The Mule                                      | Laton                                             | Kőszegi Ákos           |
| 2019 |                                             | Against the Clock                             | Gerald Hotchkiss                                  |                        |
| 2020 |                                             | Ana                                           | Rafael "Rafa" Rodriguez                           |                        |
| 2020 | Szavak a falakon                            | Words on Bathroom Walls                       | Patrick atya                                      | Bede-Fazekas Szabolcs  |
| 2021 | A megváltás napja                           | Redemption Day                                | Williams nagykövet                                | Kőszegi Ákos           |
| 2021 | Barb és Star Vista Del Marba megy           | Barb and Star Go to Vista Del Mar             | Tommy Bahama (stáblistán nem szerepel)            | Jakab Csaba            |
| 2021 | Egy igazán dühös ember                      | Wrath of Man                                  | King FBI ügynök                                   | Rosta Sándor           |
| 2022 |                                             | Big Gold Brick                                | Floyd Deveraux                                    |                        |
| 2022 | Örömapa                                     | Father of the Bride                           | Guillermo "Billy" Herrera                         | Forgács Péter          |
| 2023 | Könyvklub: A következő fejezet              | Book Club: The Next Chapter                   | Mitchell                                          | Mihályi Győző          |
| 2023 | Feláldozh4tók                               | Expend4bles                                   | Marsh / Párduc                                    | Mihályi Győző          |
| 2023 | A fájdalom ügynökei                         | Pain Hustlers                                 | Jack Neel                                         | Dörner György          |
| 2023 |                                             | Miranda's Victim                              | Alvin Moore                                       |                        |
| 2024 |                                             | What About Love                               | Peter Tarlton                                     |                        |
| 2024 |                                             | Long Gone Heroes                              | Roman                                             |                        |

### Televízió
| Év         | Magyar cím                      | Eredeti cím                                    | Szerep                      | Megjegyzés                                  |
| ---------- | ------------------------------- | ---------------------------------------------- | --------------------------- | ------------------------------------------- |
| 1978       |                                 | ¿Qué Pasa, USA?                                | Pepe                        | 1 epizód                                    |
| 1979       |                                 | Archie Bunker's Place                          | Manuel                      | 1 epizód                                    |
| 1981, 1984 | Külvárosi körzet                | Hill Street Blues                              | utcafiú Ernesto             | 1 epizód                                    |
| 1983       |                                 | For Love and Honor                             | gyógyító                    | 1 epizód                                    |
| 1984       | Gyilkos sorok                   | Murder, She Wrote                              | Kemény fickó #1             | 1 epizód                                    |
| 1984       |                                 | Brothers                                       | Jose                        | 1 epizód                                    |
| 1985       |                                 | The New Alfred Hitchcock Presents              | Alejandro                   | 1 epizód                                    |
| 1986       |                                 | Foley Square                                   | előadó                      | 1 epizód                                    |
| 1988       | Vérbosszú                       | Clinton and Nadine                             | Clinton Dillard             | tévéfilm                                    |
| 1999       | Nincs igazság                   | Swing Vote                                     | Joseph Michael Kirkland     | tévéfilm                                    |
| 2000       | A legendás trombitás            | For Love or Country: The Arturo Sandoval Story | Arturo Sandoval             | - tévéfilm - producer is                    |
| 2001       | Frasier – A dumagép             | Frasier                                        | Terrance                    | 1 epizód                                    |
| 2003       | Will és Grace                   | Will & Grace                                   | Milo                        | 1 epizód                                    |
| 2005       | Farkasok völgye                 | Valley of the Wolves                           | Amon                        | 1 epizód                                    |
| 2006       |                                 | George Lopez                                   | Ray                         | 1 epizód                                    |
| 2009       |                                 | The National Parks: America's Best Idea        | különböző szerepek (hangja) | dokumentumfilm                              |
| 2010       | Csúcsmodellek                   | Top Gear                                       | Önmaga                      | 1 epizód                                    |
| 2011       | A Simpson család                | The Simpsons                                   | kiadó (hangja)              | 1 epizód                                    |
| 2012       | Dóra, a felfedező               | Dora the Explorer                              | Don Quijote (hangja)        | 1 epizód                                    |
| 2012       |                                 | Dora's Royal Rescue                            | Don Quijote (hangja)        | tévéfilm                                    |
| 2013       | Karácsony Conwayben             | Christmas in Conway                            | Duncan polgármester         | tévéfilm                                    |
| 2013       | Doll és Em                      | Doll & Em                                      | Andy                        | 1 epizód                                    |
| 2014       |                                 | Valley of the Wolves: Ambush                   | Amon                        | 5 epizód                                    |
| 2016       | Nagypályások                    | Ballers                                        | Andre Allen                 | 6 epizód, HBO                               |
| 2018       | Hervé vacsorára                 | My Dinner with Hervé                           | Ricardo Montalbán           | tévéfilm, HBO                               |
| 2018–19    | Hárman a Földön: Arcadia meséi  | 3Below: Tales of Arcadia                       | King Fialkov (hangja)       | 7 epizód                                    |
| 2019       | Modern szerelem                 | Modern Love                                    | Michael                     | - 2 epizód - magyar hangja: - Dörner György |
| 2019       |                                 | Raul Julia: The World's a Stage                | Önmaga                      | dokumentumfilm                              |
| 2020       |                                 | Flipped                                        | Rumualdo                    | 5 epizód, Quibi                             |
| 2020       | Elena, Avalor hercegnője        | Elena of Avalor                                | Hetz (hangja)               | 1 epizód                                    |
| 2021       |                                 | Rebel                                          | Julian Cruz                 | főszereplő                                  |
| 2024       | Holdlány és Ördögi Dinoszaurusz | Moon Girl and Devil Dinosaur                   | Pad-Varr (hangja)           | 1 epizód                                    |
| 2024       | Az olajügynök                   | Landman                                        | Gallino                     | 1 epizód                                    |

## Fordítás
- Ez a szócikk részben vagy egészben  az   Andy_García című angol Wikipédia-szócikk fordításán alapul.  Az eredeti cikk szerkesztőit annak laptörténete sorolja fel. Ez a jelzés csupán a megfogalmazás eredetét és a szerzői jogokat jelzi, nem szolgál a cikkben szereplő információk forrásmegjelöléseként.